# South Park (jeu vidéo)
Pour les articles homonymes, voir South Park (homonymie).
South Park (intitulé South Park: Deeply Impacted durant son développement) est un jeu vidéo de tir à la première personne édité et distribué par Acclaim, initialement commercialisé aux États-Unis sur console Nintendo 64 le 21 décembre 1998 puis adapté et commercialisé sur systèmes Microsoft Windows le 9 mars 1999 et sur PlayStation le 30 septembre 1999. Une adaptation sur Game Boy Color est en phase de développement dès 1998 mais par la suite annulé par les créateurs de la série Matt Stone et Trey Parker car ils considéraient que le jeu ne pourrait être idéalement retranscrit sur cette console portable.
Le jeu met en avant les éléments, environnement et personnages, appartenant à l'univers fictif de la série télévisée d'animation américaine du même nom. Le joueur incarne au choix quatre des principaux protagonistes de la série dont Stan Marsh, Kyle Broflovski, Eric Cartman et Kenny McCormick et a pour but de détruire les différentes menaces éparpillées dans leur ville à l'aide de différentes armes et différents gadgets mis à sa disposition. Le jeu est moyennement, voir en majorité négativement accueilli par les critiques et rédactions.

## Système de jeu
South Park met en avant les éléments d'un jeu vidéo de tir à la première personne, ainsi que l'univers et les personnages des quelques premières saisons de la série d'animation américaine du même nom. Le jeu est initialement commercialisé sur console Nintendo 64 puis adapté sur systèmes Microsoft Windows et PlayStation quelques mois après sa commercialisation.
Au départ, le joueur incarne au choix l'un des quatre protagonistes de la série — Stan, Kyle, Eric et Kenny — et a pour but de détruire les nombreux antagonistes éparpillés à travers chaque niveau incluant des dindes folles, des clones mutants, des extraterrestres et des jouets anthropomorphes,. Plusieurs armes et gadgets sont mis à la disposition du joueur et incluent boules de neige blanches et jaunes, ballons prisonniers, fusils lanceurs d'œufs, fusil lanceur de poulet et poupées flatulentes Terrance et Philippe, entre autres,,. Dans le mode multijoueur, deux joueurs maximum peuvent s'affronter dans une vingtaine de niveaux avec de nombreux personnages tirés de la série comme Al Super Gay, Mr. Garrison et M. Toque, ainsi que Terrance et Philippe.

## Scénario
L'histoire débute avec la découverte d'une mystérieuse comète géante, visible tous les 666 ans, se dirigeant visiblement et vraisemblablement droit sur la petite ville de South Park, dans le Colorado, et causant ainsi chaos et destruction sur sa trajectoire. Un groupe de quatre jeunes garçons nommés Stan Marsh, Kyle Broflovski, Eric Cartman et Kenny McCormick se doivent de sauver leur ville face aux divers menaces que la comète a ramenées sur Terre.

## Développement

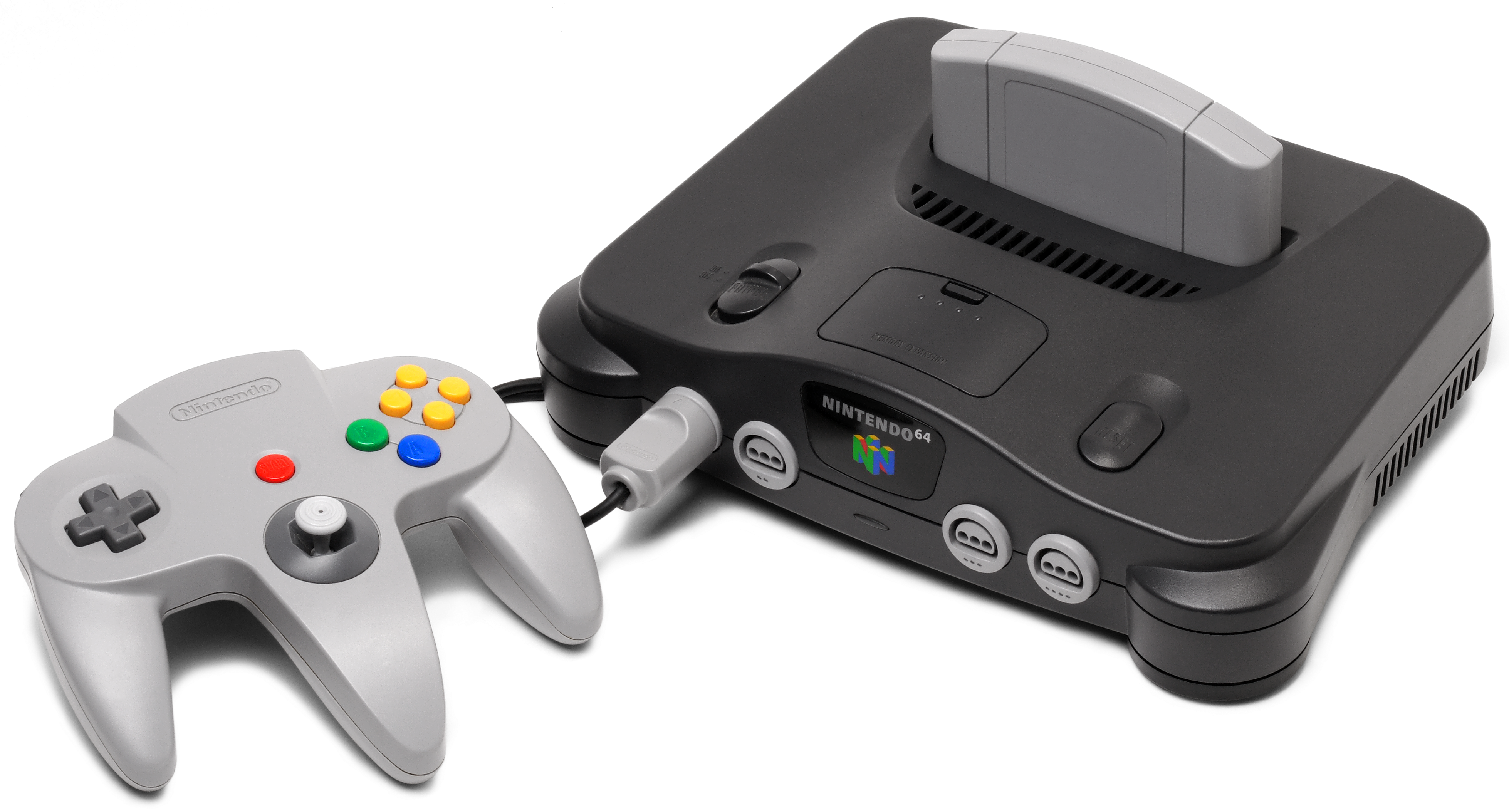
La première version du jeu est commercialisée sur Nintendo 64 le 21 décembre 1998 en Amérique du Nord.

Durant son développement, le jeu est originellement intitulé South Park: Deeply Impacted, et initialement développé sur console Nintendo 64 par la société de développement Iguana Entertainment en un délai de six mois pour Acclaim. Pour cette version, l'équipe d'Iguana Entertainment décide d'opter pour des graphismes polygonales en 3D. Selon une critique du 28 avril 2005, rédigée par Evil Ryu, sur le site officiel de Nintendo 64, la société aurait travaillé dur dans le but d'obtenir l'apparence et la qualité sonore typique à la série d'animation originale. Grâce à l'extension 4 MO de Nintendo, le jeu dispose également d'un mode d'écran haute définition optionnel en 640x480,. Les voix originales ont été fournies par les créateurs de la série Trey Parker et Matt Stone, notamment en compagnie d'Isaac Hayes, pour les cinématiques et les niveaux du jeu,,. Plus tard, la cartouche est commercialisée le 21 décembre 1998 en Amérique du Nord pour le prix de 59,95 $. En janvier 1999, Acclaim déclare que le jeu s'est vendu en un nombre d'exemplaires qui dépasse ses attentes ; le jeu atteint également la première place des jeux vidéo sur Nintendo 64 les mieux loués. Greg Fischbach, CEO chez Acclaim, note que 79 % des bénéfices reviennent à la société grâce aux jeux Turok 2: Seeds of Evil et South Park.
Le 24 février 1999, Acclaim annonce officiellement l'adaptation du jeu sur ordinateur en Amérique du Nord prévue pour le 1er mars 1999,. Le vice-président du marketing à la société nord-américaine d'Acclaim explique que « South Park définit le terme de « phénomène culturel » [...] Nous avons conclu ça grâce au succès vertigineux de South Park sur Nintendo 64. En optimisant South Park sur PC, nous sommes sûr de conserver le succès de cette franchise, et de l'ajouter à notre grande gamme de jeux PC,. » Dans cette version, les joueurs peuvent s'affronter jusqu'à huit en ligne par le biais d'Internet ; également, de nouvelles cartes en multijoueur, de nouveaux personnages, de nouveaux gadgets et des environnements plus vastes ont été inclus,. Une version pour console portable Game Boy Color était également en développement aux studios Acclaim en 1998, mais ce projet est par la suite annulé par Trey Parker et Matt Stone, ces derniers considérant que le jeu ne pourrait être idéalement retranscrit sur Game Boy Color. Il existe peu d'information sur cette version ; une capture d'écran est publiée dans la 114e édition du magazine Nintendo Power et la cartouche prototype du jeu est désormais en possession des créateurs Trey et Matt. De son côté, Acclaim décide de développer les jeux vidéo Maya l'Abeille et Ses Amis et New Adventures of Mary Kate & Ashley grâce aux restes du financement investi par les créateurs pour la version Game Boy Color de South Park. Le jeu est plus tard succédé de South Park Rally, un jeu vidéo de karting, puis de South Park: Chef's Luv Shack, un jeu vidéo multijoueur avec Chef comme personnage à l'honneur.

## Accueil
Après sa commercialisation, South Park est moyennement, voire très négativement accueilli par les critiques et rédactions. GameRankings attribue une moyenne générale de 67,11 % pour la version Nintendo 64, 41,22 % sur la version PlayStation et 51,72 % sur la version Microsoft Windows. MobyGames attribue une moyenne générale de 71 %.
Pour la version sur Nintendo 64, Peer Schneider, du site IGN, attribue une moyenne de 6,2 sur 10, et met en avant l'univers et les voix qui respectent celui de la série ; cependant, il fait remarquer la platitude des niveaux et l'ennui qu'ils causent après une trentaine de minutes passés dans le jeu. Jeff Gerstman, du site GameSpot, attribue 5,8 sur 10.
De leur côté, les créateurs de la série Trey Parker et Matt Stone accueillent négativement ce jeu ainsi que tous les jeux vidéo South Park qui ont pu être commercialisé par Acclaim. Ils expliquent que les droits de la licence avaient été rachetés par Comedy Central, la compagnie américaine productrice de la série d'animation éponyme, leur laissant libre cours « aux pires projets de merchandising. »